# Harm Holman
Harm Holman (Roden, 27 juli 1957) is een Nederlands politicus. Sinds 6 december 2023 is hij lid van de Tweede Kamer namens de partij Nieuw Sociaal Contract (NSC).
Vanaf 1994 was Holman lid van de Provinciale Staten van Drenthe namens het CDA. Vanaf 2000 was hij fractievoorzitter. Hij verliet de Staten in 2006. Vanaf 2014 was Holman lid van de gemeenteraad van Noordenveld. Deze functie bekleedde hij tot 2022.
Bij de Tweede Kamerverkiezingen van 22 november 2023 stond hij op de 20e plek op de kandidatenlijst voor NSC. Holman is 40 jaar melkveehouder geweest.
Op 19 juni 2025 gaf hij in de Tweede Kamer aan dat hij op 1 juli met een eigen initiatiefwet komt voor grondgebonden melkveehouderij. Hierin maakt hij onderscheid in de soort ondergrond en het aantal daarmee samenhangende aantal koeien per hectare.
Diederik Boomsma · Faith Bruyning · Olger van Dijk · Annemarie Heite · Harm Holman · Folkert Idsinga · vacature · Agnes Joseph · Isa Kahraman · Willem Koops · Ria de Korte · Bram Kouwenhoven · Wytske Postma · Ilse Saris · Jesse Six Dijkstra · Aant Jelle Soepboer · Nicolien van Vroonhoven · Sander van Waveren · Merlien Welzijn · Natascha Wingelaar
- Parlement.com: vm6urnlnuvyw